# 红楼梦中人
红楼梦中人是北京电视台为拍摄2010年电视剧《红楼梦》选拔演员而举办的大型选秀比赛，由江中集团的喉糖“江中亮嗓”冠名。共九大赛区，八个省级电视台选拔。

## 比赛环节
在中国大陆赛区以及台湾赛区，共13万人报名参赛。
上海文广、四川电视台、陕西电视台、河南电视台、南方电视台、齐鲁电视台、深广传媒、沈阳电视台、北京电视台选送优秀选手。台灣賽區由中國電視公司知名節目《我猜我猜我猜猜猜》辦理选拔。选拔出的选手在北京参加总决赛。
2007年6月7日晚，活动结束，李旭丹和姚笛分别在“林黛玉组”和“薛宝钗组”获胜。“宝玉組”：徐垚、张迪、车缙待定。

## 参看
- 红楼梦